# U-26号潜艇 (1936年)
U-26号潜艇（德語：U 26）是纳粹德国战争海军建造的两艘I-A型远洋潜艇（或称U艇）之一。它由不来梅的德意志船舶和机械制造股份公司威悉船厂承建，于1936年3月14日下水，至同年5月6日交付使用。该艇是在第二次世界大战期间服役的德国潜艇之一，并成为战争中第一艘驶入地中海的德国U艇。在其六次巡逻作战中，共致沉同盟国或中立国的11艘商船，容积总吨累计为48,645吨。1940年7月1日，U-26号在爱尔兰西南部水域遭英国唐菖蒲号护卫舰和澳大利亚桑德兰水上飞机投掷的深水炸弹而严重受损后被迫自行凿沉，艇内48名官兵全数生还并被俘。

## 设计
I级潜艇是由德国军方在荷兰成立的造舰工程局基于芬兰的水妖级和西班牙的E-1级为基础设计，这是第一次世界大战后首次为纳粹德国战争海军尝试建造的远洋潜艇。该艇级仅建成了两艘I-A型艇，但不再继续生产的决定主要是基于政治考量，而非因为I级设计中的主要缺陷。虽然这些潜艇没有任何重大的设计缺陷，但由于稳定性差和下潜速度慢，它们很难操纵。该设计后来成为其他艇级——主要是VII级和IX级的发展基础。
U-26号是I-A型的末艇，其唯一的姊妹艇即U-25号。它们的全长为72.39米，舷宽6.21米，并有4.3米的吃水深度。水上和水下排水量则分别为862吨和983吨。艇只采用两台猛狮八缸1,450匹公制馬力（1,070千瓦特）柴油机用于水面运行，以及两台500匹公制馬力（370千瓦特）的BBC双动电动机用于水下航行；水面最高航速17.8節（33.0每小時），水下8.3節（15.4每小時）；能够在水面以10節（19每小時）航速续航7,900海里（14,600），或以4節（7.4每小時）连续在水下航行78海里（144）而无需充电。
在武器装备方面，U-26号内置有六具管径为533毫米的鱼雷发射管，其中艇艏四具、艇艉两具，合共配备14枚G7型鱼雷。司令塔前部的甲板上则布置了一门105毫米32式速射炮和一门20毫米30式高射炮。其标准船员编制为4名军官及39名水兵。

## 历史
U-26号最初是由海军造舰局于1934年12月17日向不来梅的德意志船舶和机械制造股份公司订购，建造序列为904。它于1935年8月1日在威悉船厂铺设龙骨，1936年3月14日下水，至同年5月6日在后来的王牌艇长、海军少校维尔纳·哈特曼的指挥下交付使用。入役后，该艇被编入驻威廉港的第2“扎尔茨韦德尔”潜艇区舰队，并兼任潜艇学校区舰队的教学艇直到1939年8月。在此期间，它主要从事训练任务和悬挂纳粹旗帜进行宣传。
随着第二次世界大战于1939年9月爆发，由于可用潜艇短缺，U-26号被征召参战，成为第2潜艇区舰队的前线艇，并经历了短暂但成功的战斗生涯。通过六次巡逻作战，该艇合共致沉同盟国或中立国的11艘商船，容积总吨累计为48,645吨。

### 第一次巡逻
U-26号是在德国入侵波兰之前便被部署至大西洋的首批U艇之一。海军总司令部命令它装载水雷，准备在波特兰港周边布设雷区。完成相应的改装后，该艇于1939年8月29日在海军上尉克劳斯·埃韦特的指挥下携带着28枚TMB水雷和6枚鱼雷离开威廉港。U-26号被部署在英吉利海峡西端，等待后续命令。它被认为不适合执行战斗任务，但仍然做好了在完成布雷作业后随时利用鱼雷攻击航运的准备。海军总司令部设想的任务是阻拦英国人通过波特兰岛的登船港口运送军队前往法国，但卡尔·邓尼茨反对这项任务，因为该港口是英国皇家海军的主要基地，并设有他们的声纳学校，因此必然会受到反潜部队的严密防御。
随着战争的进行，U-26号于9月4日开始向港口渗透布雷，但正如邓尼茨所担心的那样，由于密集的反潜巡逻，该艇减慢了速度，并迫使前两次尝试中止。直到四天后，在其第三次尝试中，埃韦特才找到一个被称为“废墟”（Shambles）的好位置来布设水雷。在布下所有携带的水雷后，U-26号逃到更深的水域，船员们在那里休息，并装填好六枚鱼雷，以便继续巡逻。然而，在向西移动的过程中，该艇遭到英国反潜部队的追击，造成通信中断。英国海军部声称于9月8日击沉了一艘布雷潜艇，但试图联系U-26号却没有答复，导致邓尼茨担心该艇连同珍贵的恩尼格玛可能已沉入浅水区，从而会被英国人寻获。为此，海军总司令部下令更改所有电码本设置，此后布雷艇不再携带恩尼格玛机。事实上，U-26号躲开了英国军队，成功到达开阔的大西洋，并向邓尼茨报告了位置，最终于9月26日凌晨3:00回到威廉港。
在这次为期28天、里程达5,917海里（10,958）的行动中，U-26号的足迹遍布了波特兰岛、比斯开湾和爱尔兰岛西部。尽管由于种种原因，潜艇兵普遍不喜欢布雷，但潜艇在战争中布设的第一个雷区实际上取得了可观的回报，共有三艘总计17,414吨的货轮（希腊、比利时和荷兰船籍各一艘）因此而沉没，英国护卫舰三趾鸥号也严重受损，尽管后者存在争议。

### 第二次巡逻
1939年10月22日22:00，埃韦特上尉率领U-26号再次从威廉港启航。该艇再次携带了单枚爆炸装药量为560千克的TMB水雷，奉命穿越戒备森严的直布罗陀海峡渗透入地中海，扰乱当地的盟军航运并布设雷区。抵达直布罗陀后，U-26号在海底停留静候布雷时机，但巡逻的驱逐舰和异常平静的天气使得这一计划于11月8日中止。该艇随后设法穿越海峡，成为二战期间第一艘进入地中海的德国U艇，并在阿尔沃兰海游弋了十天才离开。11月13日凌晨3:40，埃韦特发射鱼雷击中了一艘身份不明的船舶，后者在30秒内沉没于西班牙阿尔梅里亚东南偏南约40海里（74）处。经证实，这是注册吨位为4,285吨的法国货轮卢瓦尔号（Loire），该船于前一天从瓦赫兰驶向敦刻尔克，但未能抵达。船上39人全数罹难。
由于敌方的安全保障措施，U-26号在地中海难有斩获，埃韦特遂叫停行动，至12月5日夜间22:00返抵威廉港。这是二战中唯一一艘从双向穿越直布罗陀海峡的德国U艇，此后进入地中海的所有其它U艇都未能返回大西洋。

### 第三至第五次巡逻
U-26号在海军上尉海因茨·舍林格尔的指挥下于1940年1月29日上午8:35离开威廉港，至3月1日上午11:50返回。 在北大西洋和比斯开湾为期33天、全程约3,500海里（6,500）的巡逻中，该艇共击沉两艘挪威和一艘英国货轮，总吨位为10,581吨。此外，它还射失了超过八枚鱼雷。
同年4月13日15:00，舍林格尔上尉率U-26号从威廉港启程，参与德国入侵丹麦和挪威的威悉演习行动。它在行动中的任务是为德意志国防军运送三门20毫米高射炮和弹药前往特隆赫姆，然后在挪威附近海域巡逻。4月21日7:49，注册吨位为5,159吨的英国摩托船锡达班克号（SS Cedarbank）被U-26号的艉部鱼雷击中，在卑尔根西北部水面沉没。该船作为向盟军在挪威登陆提供补给的AP-1号护航船队（三艘运输船和两艘驱逐舰）的一份子，成为挪威战役中唯一一艘被U艇击沉的盟军运输船。它当时正在为英国第148旅运送补给品，使该旅损失了许多机动运输车、半数高射炮、大部分急需的弹药和75吨口粮。U-26号于4月25日17:37返回威廉港。
5月23日至6月5日，U-26号完成了第五次巡逻。它首先执行前往特隆赫姆的运输任务，于5月27日在当地为德国空军卸下补给品（包括其自身的20毫米高射炮）后，又装载了31吨铁矿石作为回程的压舱物，但随后被派往苏格兰东海岸的金奈尔德角附近巡逻。在这次为期13天的行动中，该艇未能取得任何战功。

### 第六次巡逻
1940年6月20日，U-26号从威廉港启程前往北大西洋的比斯开湾执行第六次巡逻任务，至7月1日在锡利群岛附近沉没。在这次为期11天的行动中，该艇共击沉了三艘总计为11,206吨的船舶，并击伤一艘4,871总吨的英国货轮扎里安号（SS Zarian）。

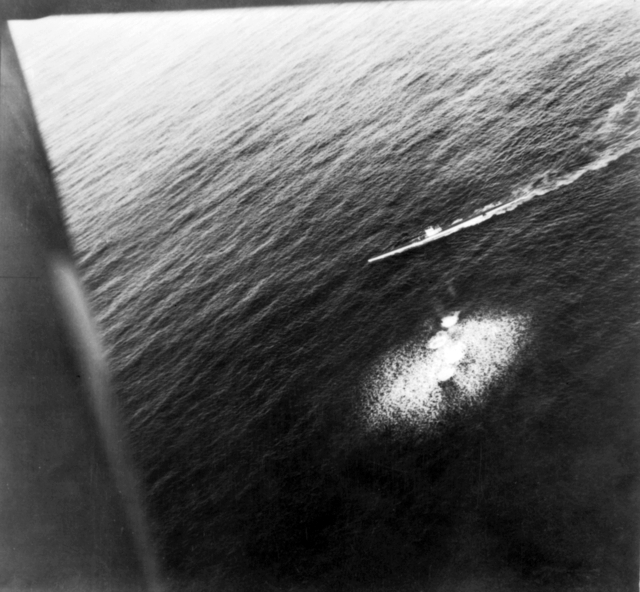
1940年7月1日，U-26号遭到桑德兰飞机的攻击

6月30日晚，U-26号在爱尔兰岛西南偏西方向的洋面上发现了OA-175号护航船队，并在报告其位置后追上船队，准备发动夜间攻击。船队指挥舰的瞭望员显然在潜艇下潜前不久便发现了它，于是派出唯一的护航舰唐菖蒲号前去侦察。7月1日凌晨1:18，U-26号浮出水面发射鱼雷击中了扎里安号，致使护卫舰全速返回。由于柴油机发生故障，该艇无法在水面上规避接近的护航队，从而被迫下潜。唐菖蒲号的声纳操作员于1,200碼（1,100）的范围内锁定了目标，它在扎里安号被击中后仅10分钟便投下了第一枚深水炸弹，随后不久又投下第二枚。U-26号一度潜至80米深并严重受损；而艇艉的一个压载舱失控进水，则导致其进一步下沉至230米深。护卫舰又发动了四次攻击，几乎耗尽了所有可用的深水炸弹，然后停在一大片油迹中，等待潜艇浮出水面呼救。由于右舷电动机和一台压缩机失灵，U-26终于在6小时后被迫浮出水面，距离唐菖蒲号仅800碼（730），但它一直没有被发现，并设法隐蔽逃脱。
15分钟后，即7月1日8:15，隶属澳大利亚皇家空军第10飞行中队的一架桑德兰水上飞机发现了逃跑的U-26号，并在其下潜时投下四枚250英磅（110）的反潜炸弹，迫使潜艇几乎立即浮出水面。桑德兰飞机再次发动攻击，投掷了第二轮四枚炸弹，在大约40米外引爆。唐菖蒲号在见到飞机的同时发现了一团来自潜艇柴油机的烟雾，并以最快的速度朝它驶来，但单桅战船罗彻斯特号从分散的OB-174号护航编队赶来，速度更快。由于无法重新下潜，U-26号的船员们准备自沉，并开始弃艇，单桅战船则在靠近时朝他们头顶上开火，试图阻止潜艇自沉。U-26号最终在48°3′N 11°30′W / 48.050°N 11.500°W的BE-6339号海军网格处沉入海底，艇内48名官兵则全数被罗彻斯特号救起并俘虏。
然而，其中的6人连同2名英国军人却于1940年7月22日丧生，当时一架隶属纳粹德国空军第26战斗联队的He 111轰炸机在完成近海反舰突击任务返航时投掷了剩余的炸弹，意外击中了位于苏格兰班夫达夫庄园内、关押有U-26号官兵的5号战俘营。

## 袭击历史摘要
| 日期           | 船名                    | 船籍     | 吨位  | 结局         |
| -------------- | ----------------------- | -------- | ----- | ------------ |
| 1939年9月15日  | 亚历克斯·范奥普斯塔尔号 | 比利时   | 5,965 | 击沉（触雷） |
| 1939年9月15日  | 宾嫩戴克号              | 荷蘭     | 6,873 | 击沉（触雷） |
| 1939年11月13日 | 卢瓦尔号                | 法國     | 4,285 | 击沉         |
| 1939年11月22日 | 埃莱娜·R号              | 希腊     | 4,576 | 击沉（触雷） |
| 1940年2月12日  | 尼达霍尔姆号            | 挪威     | 3,482 | 击沉         |
| 1940年2月14日  | 朗利福德号              | 英国     | 4,622 | 击沉         |
| 1940年2月15日  | 斯泰因斯塔德号          | 挪威     | 2,477 | 击沉         |
| 1940年4月21日  | 锡达班克号              | 英国     | 5,159 | 击沉         |
| 1940年6月26日  | 弗兰古拉·B·古兰德里斯号 | 希腊     | 6,701 | 击沉         |
| 1940年6月30日  | 贝尔莫拉号              | 挪威     | 3,214 | 击沉         |
| 1940年6月30日  | 墨丘利号                | 爱沙尼亚 | 1,291 | 击沉         |
| 1940年7月1日   | 扎里安号                | 英国     | 4,871 | 击伤         |

## 大众文化
在斯蒂芬·斯皮尔伯格于1981年拍摄的电影《夺宝奇兵》中，展现了U-26号拦截汽船，并前往爱琴海岛屿的场景。事实上，影片中的潜艇是一艘VIIC型潜艇。这是因为所使用的艇具实为U-96号的复制品，是从《从海底出击》剧组处借用。两部电影几乎同时在拉罗谢尔的潜艇修藏坞内拍摄。

## 脚注
1. ↑  Blair 1996，第170–171頁.
2. 1 2 3 4  Gröner 1991，第39頁.
3. 1 2 3  威廉生，第4頁.
4. 1 2  Helgason, Guðmundur. . German U-boats of WWII - uboat.net.   [2023-08-02]. （原始内容存档于2022-12-07）.
5. 1 2  Helgason, Guðmundur. . uboat.net.   [2023-08-02]. （原始内容存档于2021-09-28）.
6. ↑  Blair 1996，第56頁.
7. ↑  Blair 1996，第85–86頁.
8. ↑  Helgason, Guðmundur. . German U-boats of WWII - uboat.net.   [2023-08-02]. （原始内容存档于2022-09-30）.
9. ↑  Blair 1996，第86頁.
10. ↑  Blair 1996，第152–153頁.
11. 1 2  Helgason, Guðmundur. . German U-boats of WWII - uboat.net.   [2023-08-02]. （原始内容存档于2021-06-30）.
12. ↑  Busch & Röll，第28頁.
13. ↑  Helgason, Guðmundur. . German U-boats of WWII - uboat.net.   [2023-08-02]. （原始内容存档于2022-12-06）.
14. ↑  Helgason, Guðmundur. . German U-boats of WWII - uboat.net.   [2023-08-02]. （原始内容存档于2008-12-01）.
15. ↑  Helgason, Guðmundur. . German U-boats of WWII - uboat.net.   [2023-08-02]. （原始内容存档于2022-11-29）.
16. ↑  Helgason, Guðmundur. . German U-boats of WWII - uboat.net.   [2023-08-02].
17. ↑  Helgason, Guðmundur. . German U-boats of WWII - uboat.net.   [2023-08-02]. （原始内容存档于2009-01-08）.
18. 1 2  Helgason, Guðmundur. . German U-boats of WWII - uboat.net.   [2023-08-02]. （原始内容存档于2008-12-01）.
19. ↑  . Historic Environment Scotland.   [2023-08-02]. （原始内容存档于2023-08-03）.
20. ↑  Mikulec, Sven. . Cinephelia & Beyond.   [2021-07-09]. （原始内容存档于2021-06-13）.
21. ↑  . Lucasfilm. 2020-06-23  [2021-07-09]. （原始内容存档于2021-06-13）.